# Hydatoscia australis
Hydatoscia australis là một loài bướm đêm trong họ Geometridae.